# Szent Szinódus
A Szent Szinódus az ortodox és keleti katolikus egyházakban a vallási hierarchia csúcsán álló intézmény. Számos egyházban a pátriárkát a Szent Szinódus, a püspökök egy csoportja választja meg.

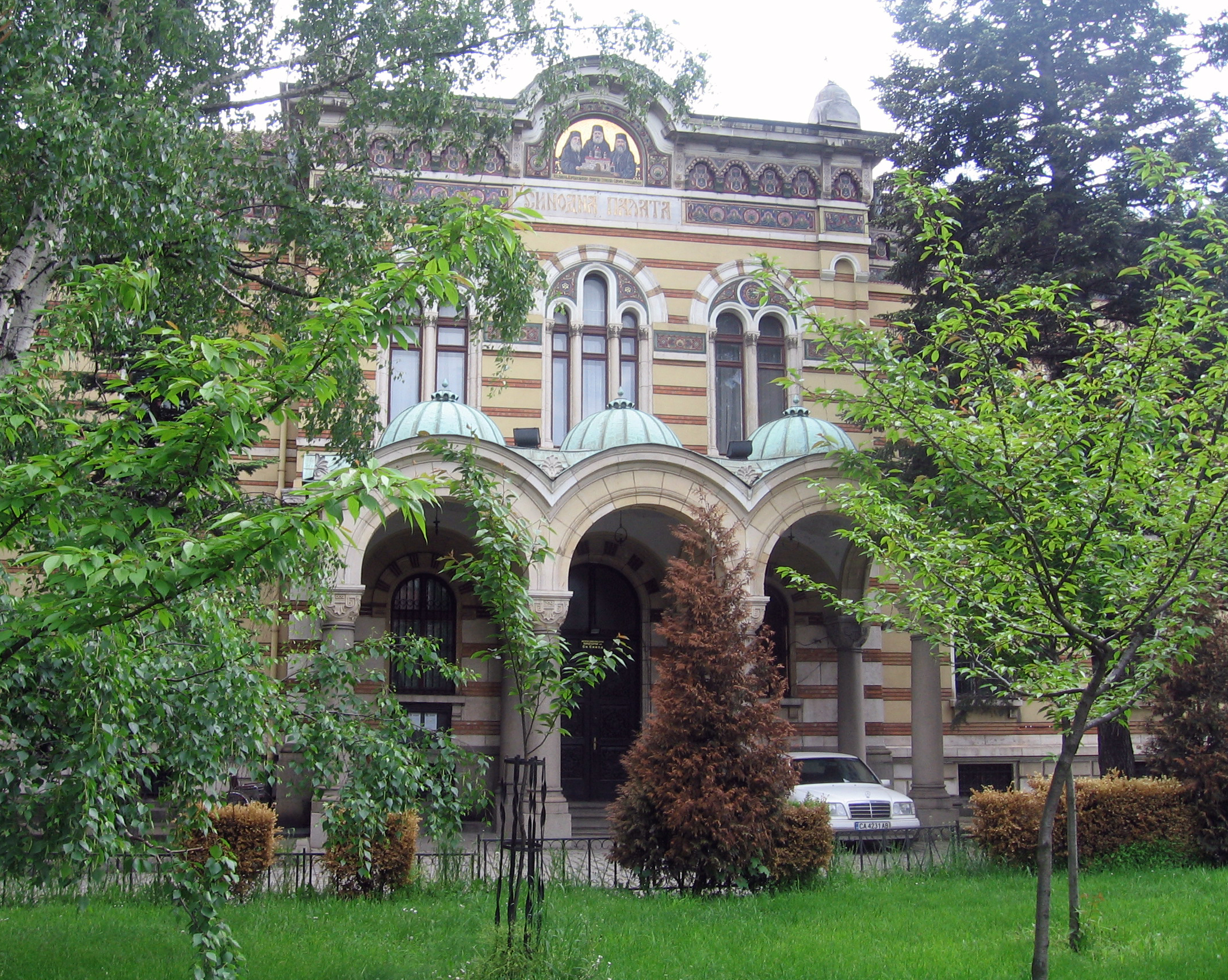
A Bolgár Szent Szinódus székháza Szófiában

## Ortodox kereszténység

### Orosz ortodox egyház
A Szent Szinódus volt az orosz ortodox egyház vezetőségének megjelölése Oroszországban. Ezt I. Péter orosz cár vezette be 1722-ben az általa megszüntetett Moszkvai Pátriárkátus helyett. Ezen szinódust az 1917-es októberi orosz forradalom idején megszüntették és helyette újra patriarchátus jött létre, természetesen bármiféle hatalom nélkül.
Ma a Szent Szinódus az orosz ortodox egyházban és más ortodox egyházakban egyfajta döntéshozó kormányzati szerv. Az orosz ortodox szinódus hatáskörébe tartozik többek között a Moszkvai Pátriárkátus valamint 13 másik püspökség. Ezek közül 7 állandó tagja a szinódusnak a másik hat pedig részben.

### Más ortodox egyházak
Ez a neve az örmény apostoli ortodox egyház vezető szervének is.
A szerb ortodox egyházat egy öttagú Szent Szinódus irányítja.
A román ortodox egyház Szent Szinódusa az egyházat érintő minden kérdésben a legfőbb hatóság.

## Keleti katolikus egyházak
A Szent Szinódus egy állandó grémium, amely a Keleti katolikus egyházak legfőbb orgánuma. 
Az alexandriai kopt ortodox egyház Szent Szinódusa az egyház legfelsőbb hatósága, amely az egyház szervezetére, hitére, szolgálati rendjére vonatkozó szabályokat és előírásokat fogalmazza meg. A szinódus elnöke az alexandriai pápa, (2023-ban II. Teodor), tagjai pedig az egyház metropolitái, püspökei.
Ez a neve a grúz bizánci katolikus egyház vezető szervének is.

## Külső hivatkozások
- Az orosz ortodox egyház honlapja
- német nyelvű honlap a Szent Szinódusról
- angol nyelvű információs honlap
- Szimandron.hu Magyar orthodox portál. Hírek, teológia, történelem, művészet.